# Place de la République (Rome)
Pour les articles homonymes, voir Piazza della Repubblica.
La Place de la République (en italien Piazza della Repubblica) à Rome est une place circulaire à proximité de la gare Termini.

## Situation et accès
En son centre, se trouve la Fontaine des Naïades. Elle est desservie par la station de métro Repubblica.
Au nord-est, elle est bordée par la basilique Santa Maria degli Angeli e dei Martiri, élevée au milieu des thermes de Dioclétien.

## Origine du nom
Elle porte le nom originel de « piazza Esedra » en référence à l'exèdre des thermes romains.

## Historique
Elle s'est appelée jusqu'en 1960 « piazza Esedra ». Ce nom est encore utilisé localement.
Lors de l'inauguration de la fontaine des Naïades en 1901 eut lieu une mascarade qui fut le dernier événement marquant du jadis très grand Carnaval de Rome.